# Oops!... I Did It Again World Tour
Oops!... I Did It Again World Tour는 미국의 가수 브리트니 스피어스의 두 번째 투어 콘서트이다. 이 투어는 두 번째 정규 음반 Oops!... I Did It Again을 홍보하기 위해 북아메리카, 유럽, 브라질을 방문했다. 이 투어는 브리트니가 북아메리카 이외의 대륙을 처음 방문한 투어였다. 이 투어는 ...Baby One More Time Tour가 끝나갈 무렵 2000년 2월에 발표되었다. 이전 투어보다 무대는 훨씬 더 화려해졌고, 정교해졌다. 또한 동영상 화면도 사용을 했었고, 불꽃도 쏘아올리는 발전이 이루어졌다. 세트리스트는 ...Baby One More Time과 Oops!... I Did It Again의 수록곡들로 이루어졌었다. 투어의 장비들도 이전보다 더 좋은 것들을 사용했었는데, 장비의 모든 것들은 미국에서 왔었다.
쇼는 총 네 부분으로 이루어져 앙코르를 하고 끝냈다. 쇼는 브리트니가 거대한 구체를 타고 내려와 시작하였다. Oops!... I Did It Again World Tour는 무대 장치뿐만 아니라 밴드까지도 긍정적인 평가를 받았다. 투어의 총 수익은 4천5백만 달러로 2000년에 가장 높은 수입을 자랑하는 투어 중 하나였고, 상업적으로 대 성공을 거두었다. Oops!... I Did It Again World Tour는 나중에 세계 여러 채널에서 방송되기도 했다.

## 배경
2000년 2월 22일 브리트니는 Oops!... I Did It Again을 홍보하기 위한 두 번째 월드 투어를 발표했다.

## 방송
2000년 11월 30일과 9월 20일, 뉴올리언스에 위치한 루이지애나 슈퍼돔에서 폭스 사가 브리트니의 투어를 방송해줬다. There's No Place Like Home의 스폐셜로도 방영되었다. 또한 런던 아레나에서 열렸던 쇼를 촬영한 것을 Sky1에서 방송이 되었다.

## 오프닝 게스트
- 에이틴스 (북아메리카) (select venues)[1]
- 이노센스 (북아메리카) (select venues)[1]
- No Authority (북아메리카) (select venues)
- 2ge+her 북아메리카) (select venues)[2]
- 비비맥 (북아메리카) (select venues)[3]

## 세트리스트
1. "The Britney Spears Experience" (Video Introduction)
2. "(You Drive Me) Crazy"
3. "Stronger"
4. "What U See (Is What U Get)"
5. "From the Bottom of My Broken Heart"
6. "What Would You Do to Meet Britney?" (Video Interlude)
7. "Born to Make You Happy"
8. "Lucky"
9. "Sometimes"
10. "Don't Let Me Be The Last To Know"
11. "Meet The Band" (Performance Interlude)
12. "The Beat Goes On"
13. "Don't Go Knockin' On My Door"
14. "(I Can't Get No) Satisfaction"
15. "Meet The Dancers" (Dance Interlude)
16. "...Baby One More Time"
17. "The Britney Spears Experience II" (Video Interlude)
18. "Oops!...I Did It Again"